# Łukasz Litewka
Łukasz Karol Litewka (ur. 9 maja 1989 w Sosnowcu) – polski polityk, socjolog i samorządowiec, poseł na Sejm X kadencji (od 2023).

## Życiorys
Ukończył studia socjologiczne na Uniwersytecie Śląskim. Pracował jako specjalista do spraw komunikacji w Zakładzie Oczyszczania Miasta Mysłowice. Organizator akcji charytatywnych, w szczególności mających na celu pomoc dzieciom z niepełnosprawnościami oraz porzuconym zwierzętom.
W wyborach samorządowych w 2014 został wybranym na radnego Sosnowca z listy koalicji SLD Lewica Razem. W 2018 z powodzeniem ubiegał się o reelekcję.
W 2019 bezskutecznie startował do Sejmu z ramienia Sojuszu Lewicy Demokratycznej, otrzymując 11 773 głosy w okręgu sosnowieckim. Z tego samego okręgu jako członek Nowej Lewicy (powstałej w 2021 z przekształcenia SLD, do którego nie należał), w wyborach parlamentarnych w 2023 z listy tej partii uzyskał mandat posła X kadencji. Startował z ostatniego miejsca na liście, zdobywając 40 579 głosów i wyprzedzając współprzewodniczącego partii Włodzimierza Czarzastego. Zainteresowanie mediów wzbudziła jego działalność w kampanii, w trakcie której wykorzystał swoje plakaty wyborcze do promocji adopcji psów z miejscowego schroniska dla zwierząt.

## Wyniki wyborcze
| Wybory | Komitet wyborczy | Komitet wyborczy             | Organ                   | Okręg | Wynik           |
| ------ | ---------------- | ---------------------------- | ----------------------- | ----- | --------------- |
| 2014   |                  | SLD Lewica Razem             | Rada Miejska w Sosnowcu | nr 4  | 941 (7,40%)     |
| 2018   | 2846 (15,94%)    | SLD Lewica Razem             | Rada Miejska w Sosnowcu | nr 4  |                 |
| 2019   |                  | Sojusz Lewicy Demokratycznej | Sejm IX kadencji        | nr 32 | 11 773 (3,50%)  |
| 2023   |                  | Nowa Lewica                  | Sejm X kadencji         | nr 32 | 40 579 (10,74%) |